# Байес, Гилберт
Гилберт Байес (англ. Gilbert William Bayes; 4 апреля 1872[…], Лондон — 10 июля 1953[…], Лондон) — британский скульптор и дизайнер. Произведения искусства Байеса варьировались по размеру от медалей до больших архитектурных часов.

## Карьера

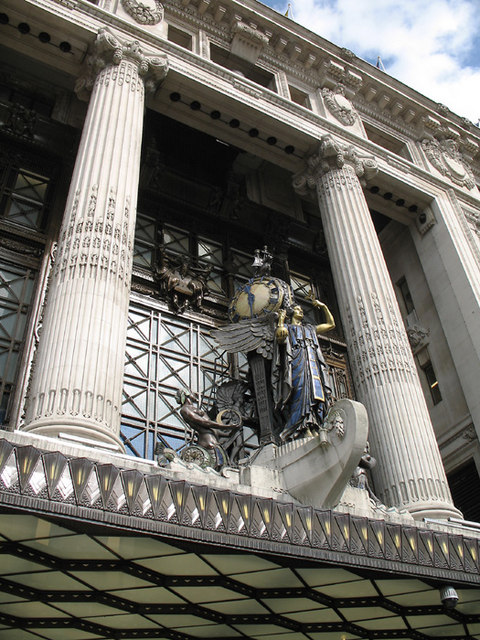
«Королева времени», Лондон, 1928 год.

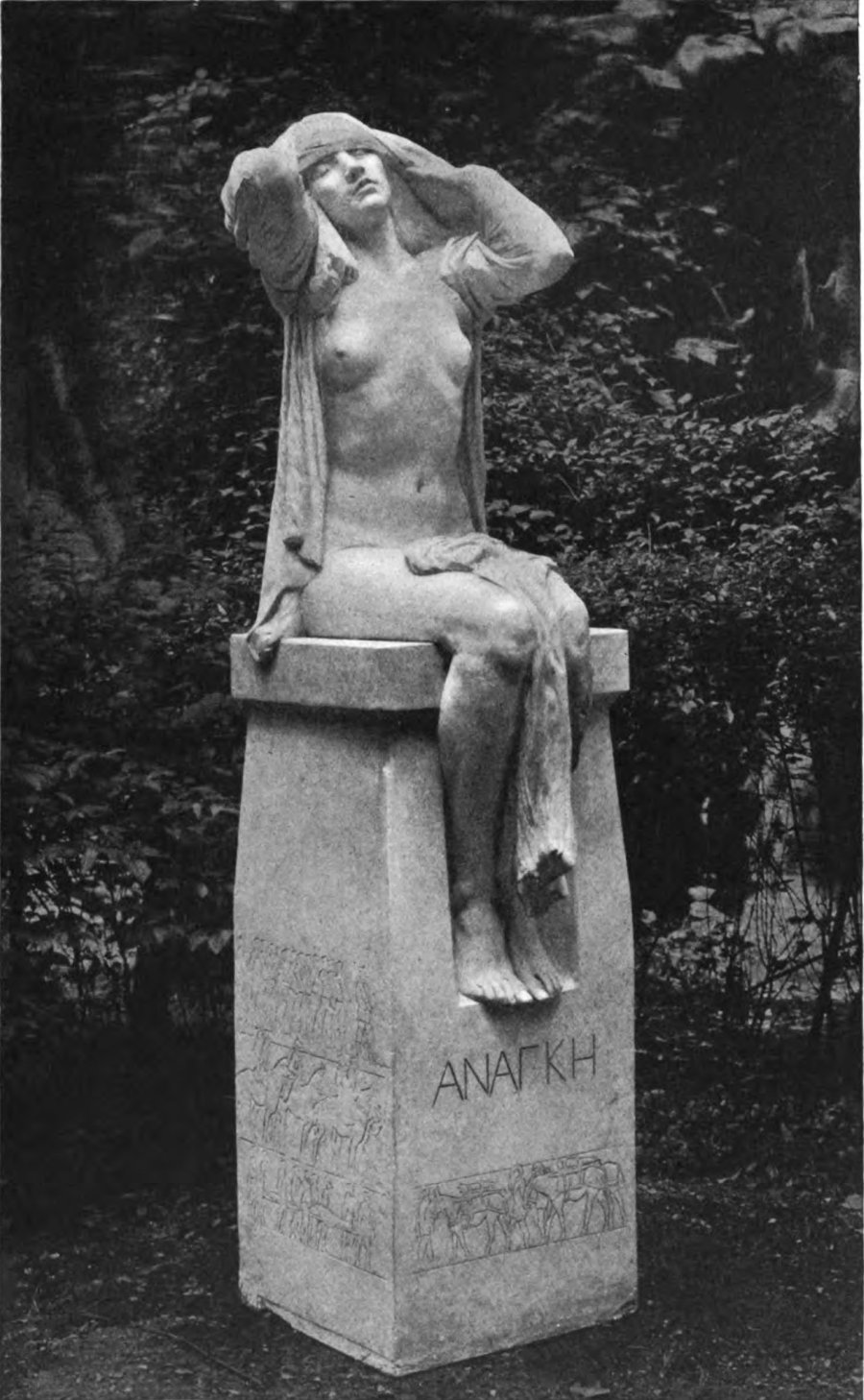
«Судьба». Военный мемориал. Рамсгит (Кент), 1920 год.

Байес родился в Лондоне в семье художников. Его отцом был Альфред Вальтер Байес, признанный художник того времени. Он был одним из четырёх детей и братом известного художника и критика Уолтера Байеса и дизайнера искусств и ремесел Джесси Байес. Гилберт Байес учился в Лондонской художественной школе Сити и гильдий, а затем в школах Королевской академии с 1896 по 1899 год, где он выиграл золотую медаль и путевую стипендию в Париж. Долгая и выдающаяся карьера Байеса началась в качестве студента у сэра Джорджа Фрэмптона и Гарри Бейтса, и поэтому он стал ассоциироваться с британским Движением новой скульптуры и его вниманием к архитектурной скульптуре. Впервые он выставлялся в Королевской академии в Лондоне с 1889 года, а затем в Парижском салоне. В Париже Байес получил почётную награду на Международной выставке 1900 года, затем несколько медалей на Салоне, а в 1925 году — золотую медаль и почётный диплом на Выставке декоративного искусства. Его работа была частью выставки скульптур на художественном конкурсе на Летних Олимпийских играх 1928 года.
Байеса, пожалуй, лучше всего помнят за его интерес к цвету, его связь с компанией Royal Doulton и его работы с полихромной керамикой и эмалированной бронзой. Его главный полихромный фриз из каменной кладки 1939 года «Керамика сквозь века» в штаб-квартире Доултона в Лондоне был снят в 1960-х годах, когда здание было снесено, и перенесен в Музей Виктории и Альберта. Он также разработал ряд военных мемориалов с общественными работами на всей территории бывшей Британской империи, от Нового Южного Уэльса до Бангалора.
Байес занимал пост президента Королевского общества скульпторов с 1939 по 1944 год и Ealing Art Group с 1947 по 1953 год. Он умер в Лондоне в 1953 году. На доме, где жил Байес, организацией Английское наследие в 2007 году установлена табличка.